# Sv. Karel Veliký (Mistr Theodorik)
Sv. Karel Veliký je řazen k souboru, který pro kapli sv. Kříže na Karlštejně provedl sám Mistr Theodorik. Portrét byl umístěn na prominentním místě uprostřed řady panovníků na západní stěně lodi. Kvalita výtvarného zpracování ho řadí k nejlepším dílům evropského malířství 14. století. Obraz je vystaven ve sbírce středověkého umění Národní galerie v Praze.

## Popis a zařazení
Olejová tempera na bukové desce 116 x 87,2 cm. V zachovaném původním rámu je ve spodní části kruhový relikviářový otvor. Na desce je připevněn zlacený heraldický štít s císařským znakem – dvouhlavým orlem.
Centrální umístění obrazu v sestavě celé západní stěny kaple i výjimečné postavení panovníka vyžadovalo vyobrazení tváře z předního pohledu. Detailní podkresba obličeje i velkorysý rozvrh drapérie s přesahem na rám jsou patrné i ze snímků pořízených infračervenou reflektografií. Ty potvrdily, že původní návrh se během realizace malby neměnil. Rukopis je shodný s ostatními díly připisovanými Mistru Theodorikovi. Malba se vyznačuje dokonalým laděním šedých a okrově šedých tónů ve vlasech a vousech a sametově hnědou tváří se soustředěným výrazem tmavých očí. S nimi ladí i růžovočervené roucho, které však bylo částečně poškozeno smytím vrchních lazur a místy v něm prosvítá podkresba. Pozadí obrazu i rám jsou pokryty reliéfním dekorem. Hlavu Karla Velikého zdobila zlatá císařská koruna. Ta byla stržena patrně již během obléhání Karlštejna husity, kdy stejným způsobem utrpěly i ostatní obrazy. Zlato sloužilo k vyplácení žoldu obráncům hradu.

### Vztah císaře Karla IV. ke Karlu Velikému
Pro císaře Karla IV., který odvozoval svůj původ v souvislé genealogické řadě od Přemyslovců i Karla Velikého, měl obnovitel Svaté říše Římské zvláštní význam. Projevoval k němu bezmeznou úctu a považoval ho za vzor dobrého a spravedlivého vladaře a svého patrona. Svou korunovaci císařem Svaté říše římské v karolínské kapli v Cáchách roku 1349 pojal jako náboženskou pouť ke svatým ostatkům a do Prahy přivezl relikvie Karla Velikého. Později nechal v Cáchách přistavět gotický chór s kaplí sv. Václava, kam věnoval vzácné zlatnické relikviáře. Na Novém městě Pražském založil roku 1351 Kostel Nanebevzetí Panny Marie a svatého Karla Velikého na nezvyklém osmibokém půdorysu, inspirován kaplí v Cáchách. Karel IV. uchovával korunovační poklad Svaté říše Římské, jehož součástí byly relikvie a rovněž císařská koruna z 11. století, spojovaná s úctou ke Karlu Velikému.
Karel IV. povolal v letech 1453-1454 do Prahy italského kněze a papežského legáta Marignollu, aby sepsal kroniku Říše římské a genealogii rodu Lucemburků. Obrazům Mistra Theodorika předcházela galerie postav panovníků, včetně Karla Velikého, kterou namaloval v letech 1355-1360 v hlavním sále císařského paláce na Karlštejně Mistr Lucemburského rodokmene (zničeno před r. 1597). Podobně byl podle zprávy Jana z Hazmburka vyzdoben také palác na Pražském hradě (zničeno při požáru roku 1541).

### Karel Veliký v dílech zlatníků, malířů a sochařů

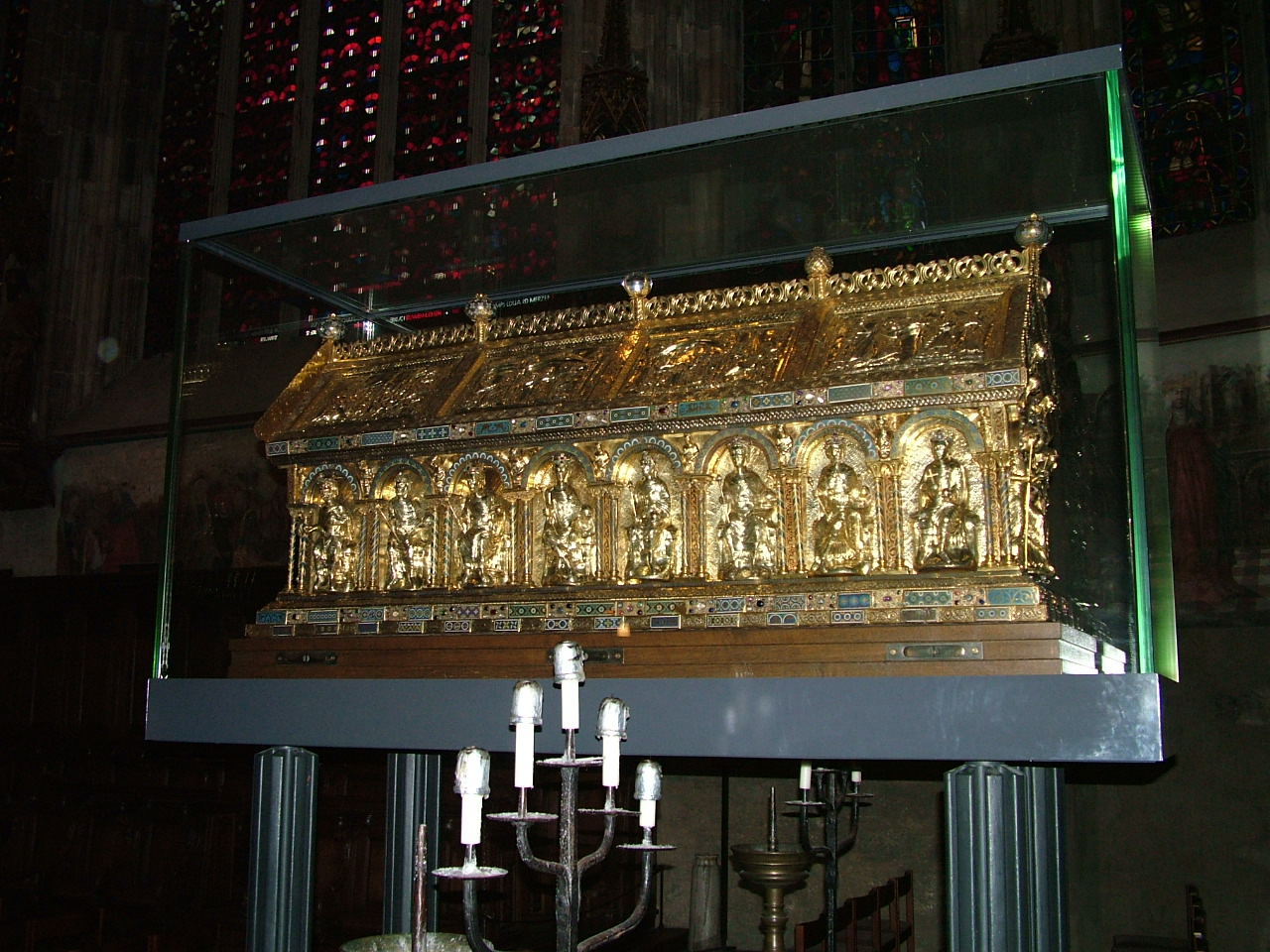
relikviářová skříň Karla Velikého, Cáchy
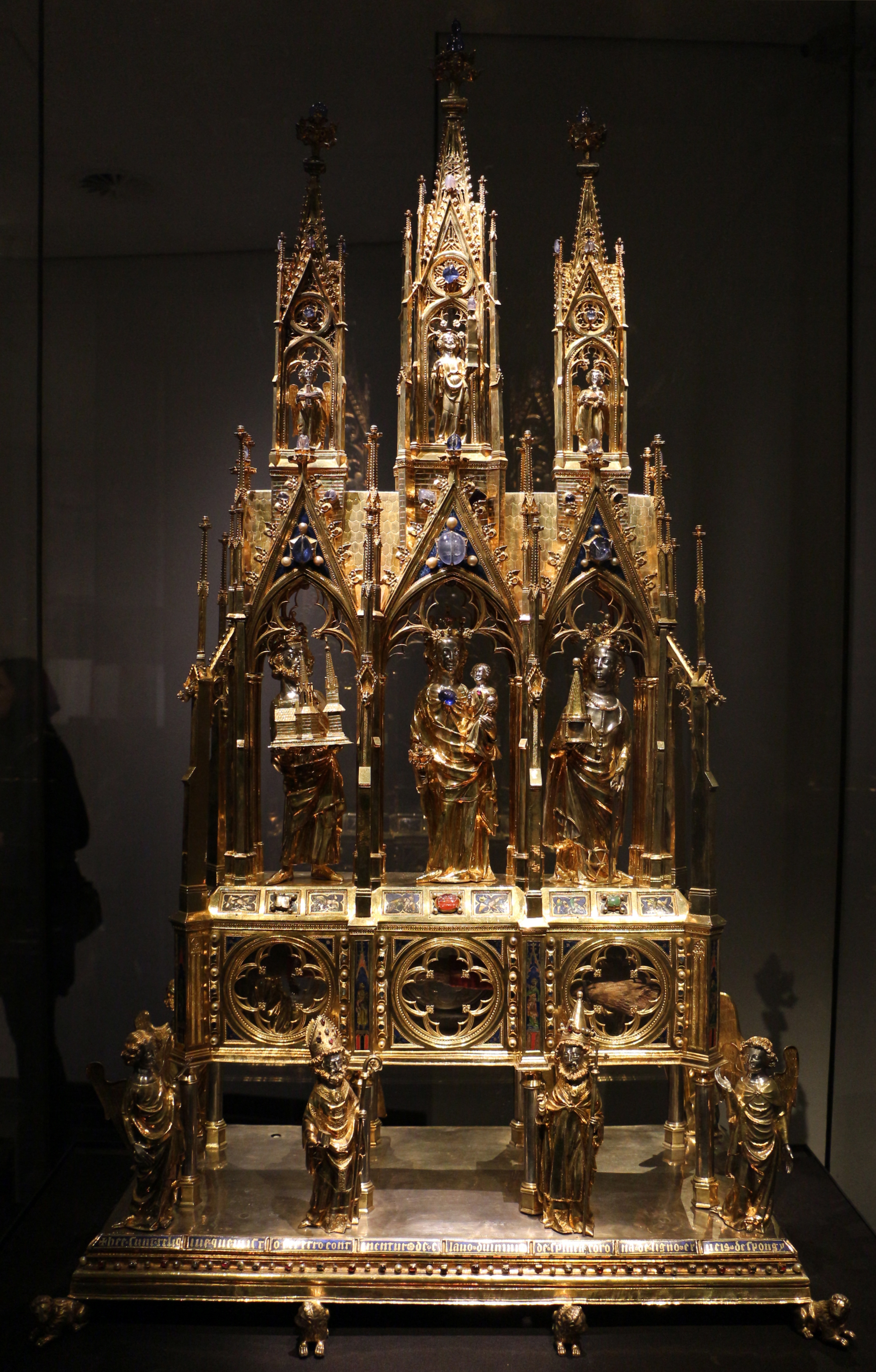
relikviář Karla Velikého darovaný Karlem IV., Cáchy (1350)
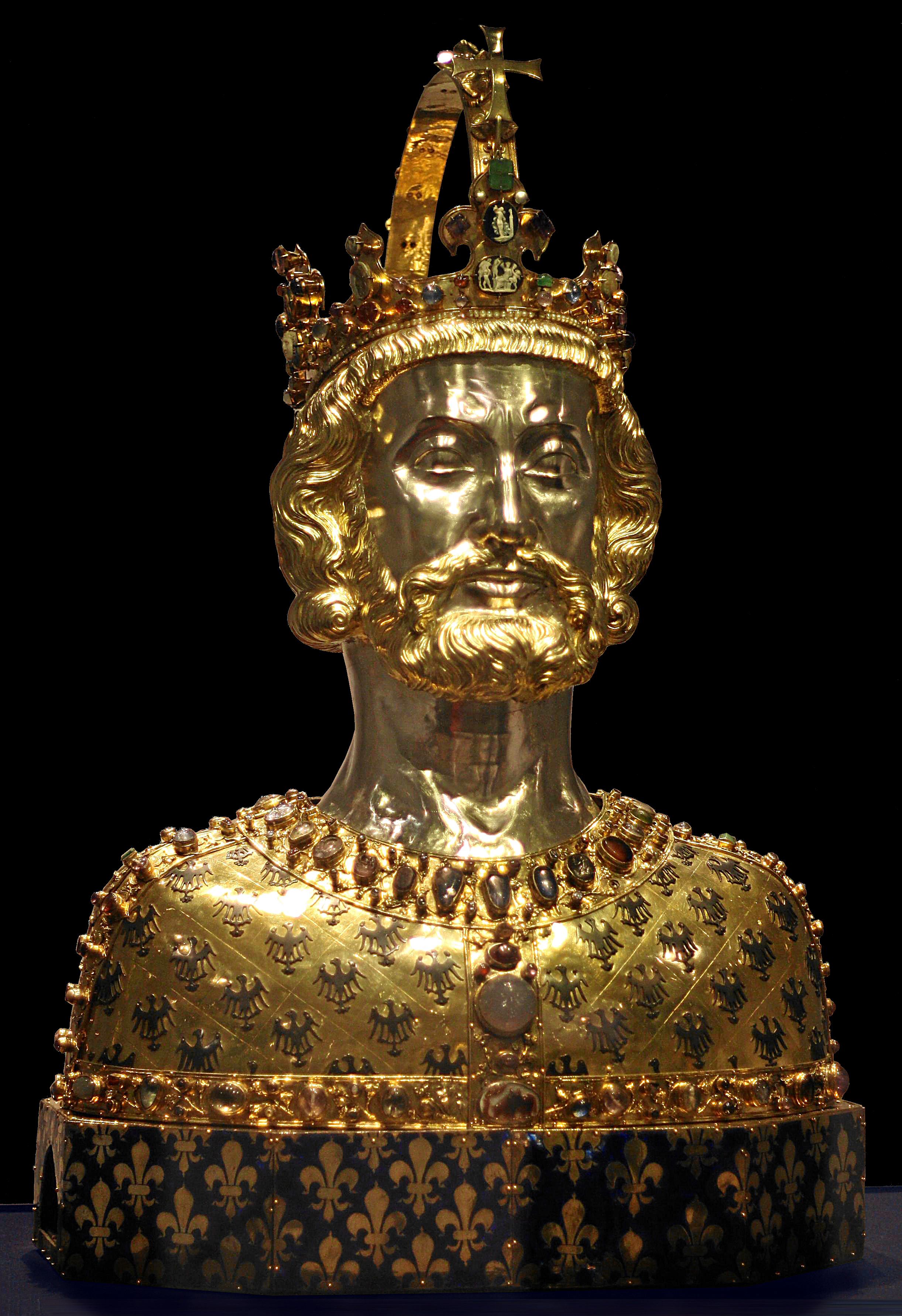
relikviářová busta Karla Velikého, objednaná Karlem IV., Cáchy
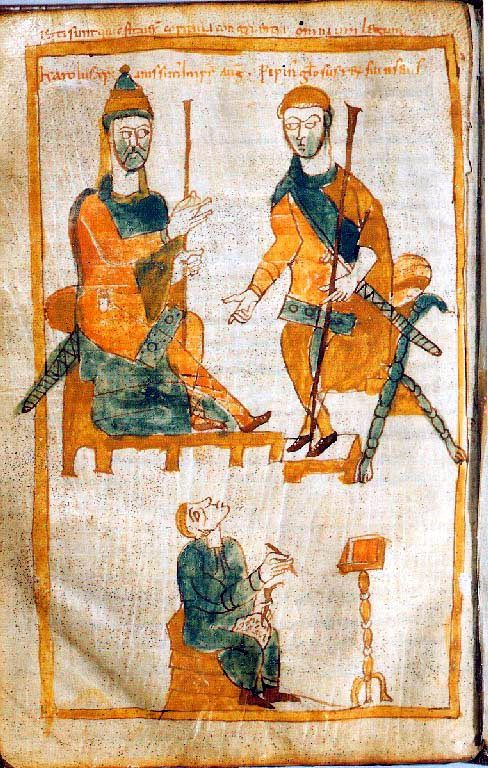
Karel Veliký a Pipin hrbatý, originál z let 829-836 (kopie z 10. stol.)
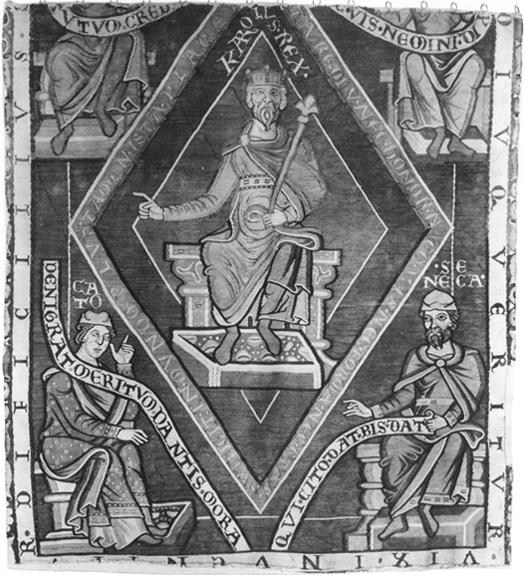
Charlemagne, Halberstadt (iuminace ze 12. stol.)
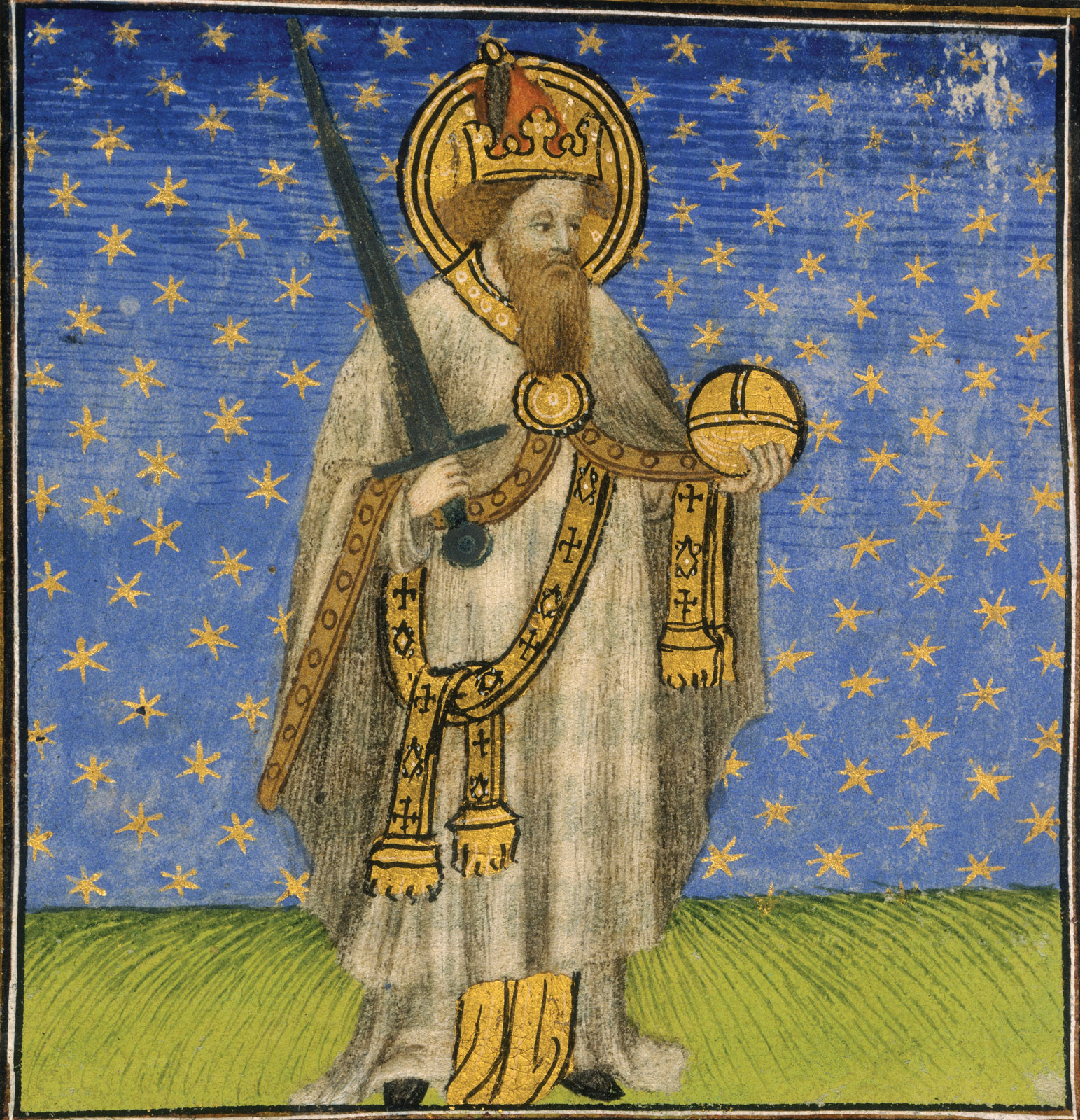
Charlemagne (iluminace z 15. stol.)
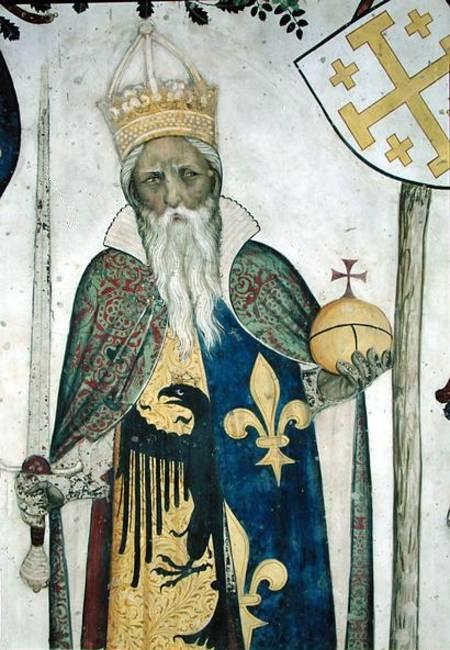
Karel Veliký, Saluzzo, freska (1418-30)
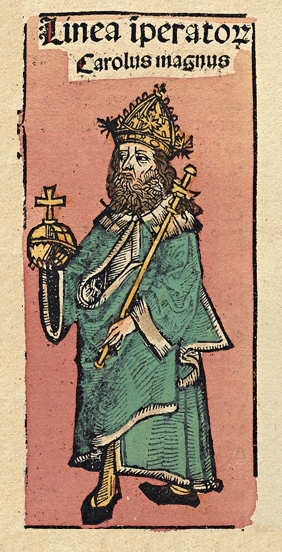
dřevoryt, Schedelova Norimberská kronika (1493)
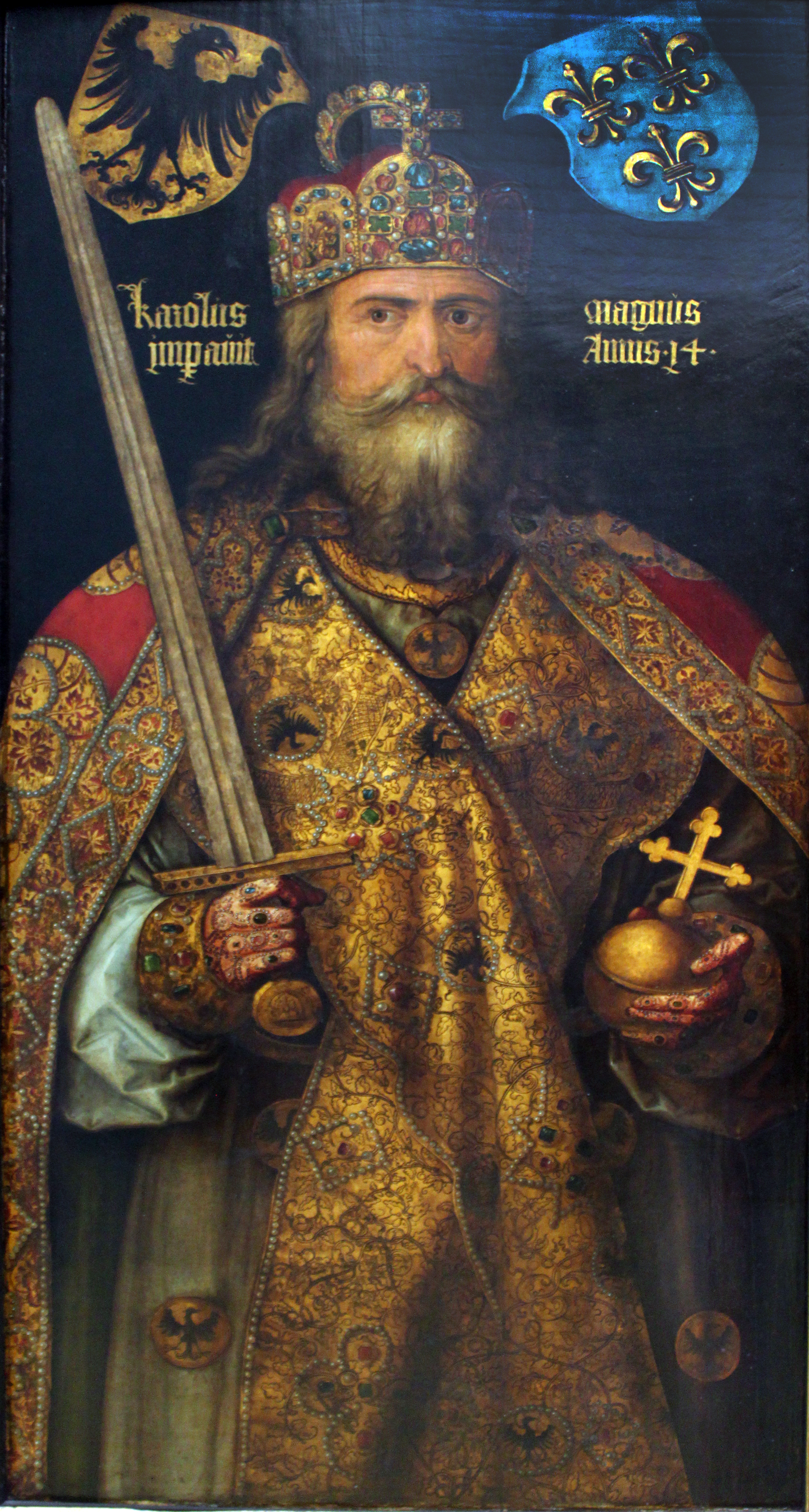
Kaiser Karl der Große, Albrecht Dürer (1512)
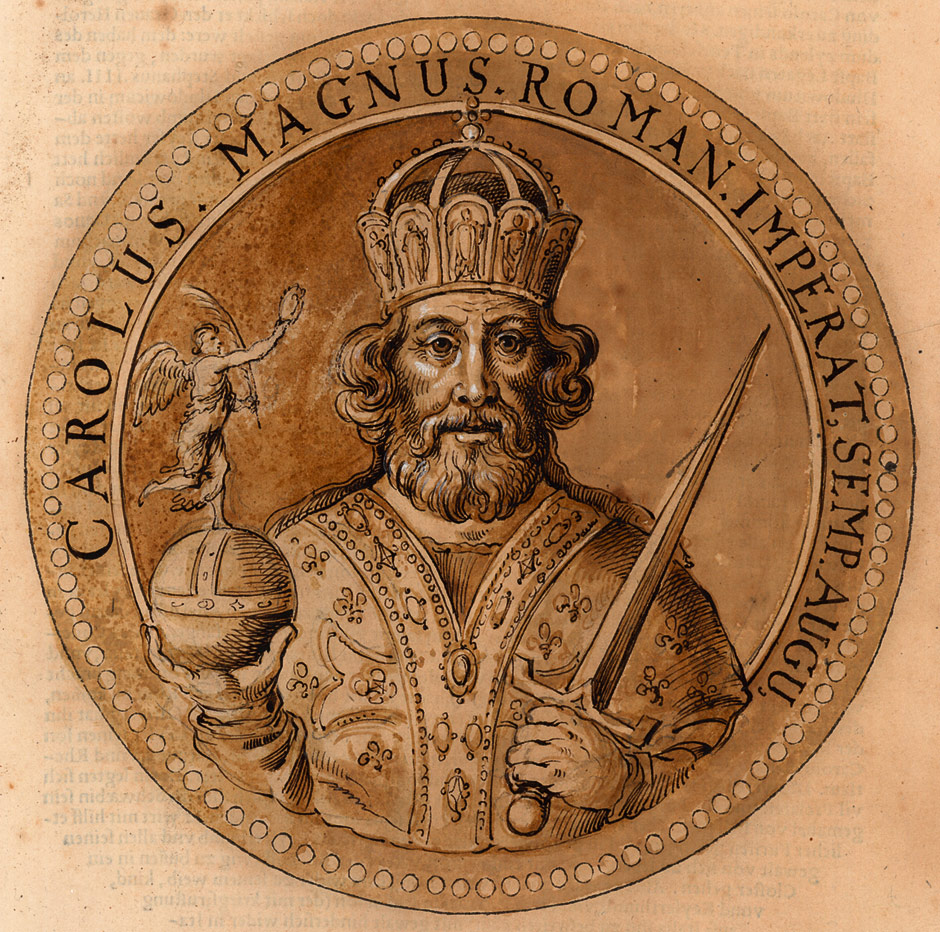
Carolus Magnus, anonym (1557)
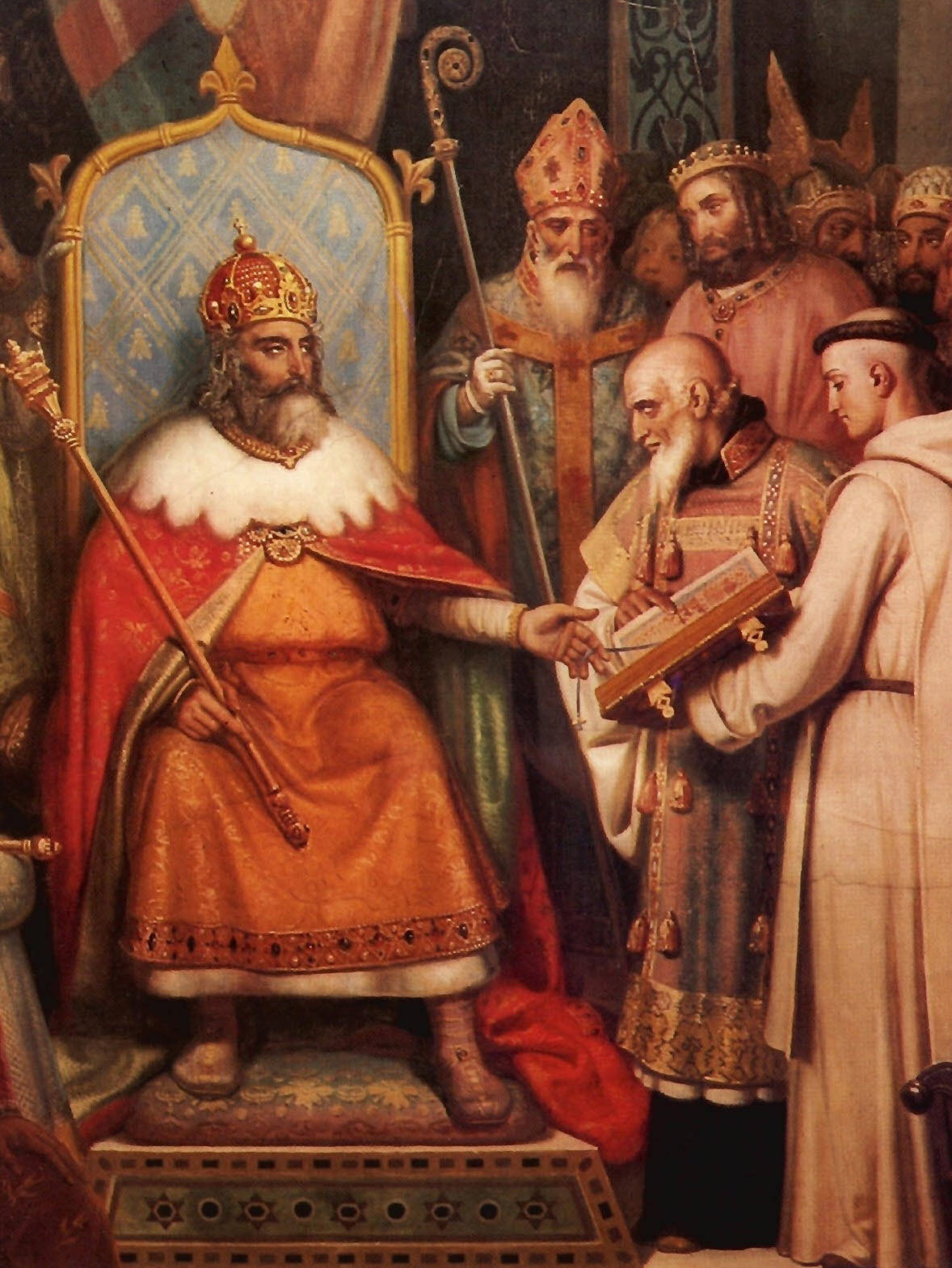
Karel Veliký a Alcuin (1830)
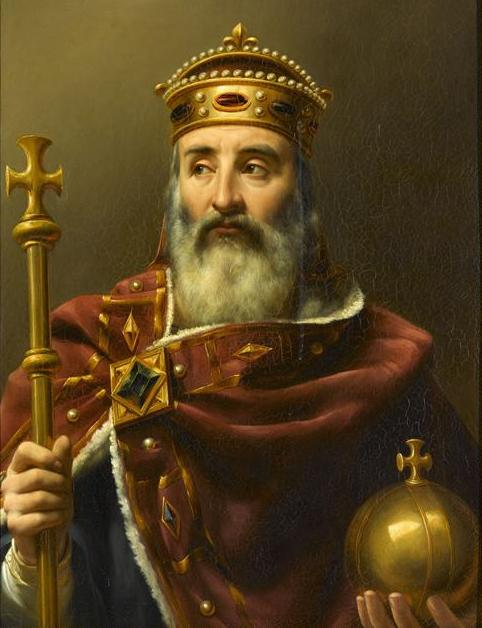
Karel Veliký, Louis-Félix Amiel (1837)
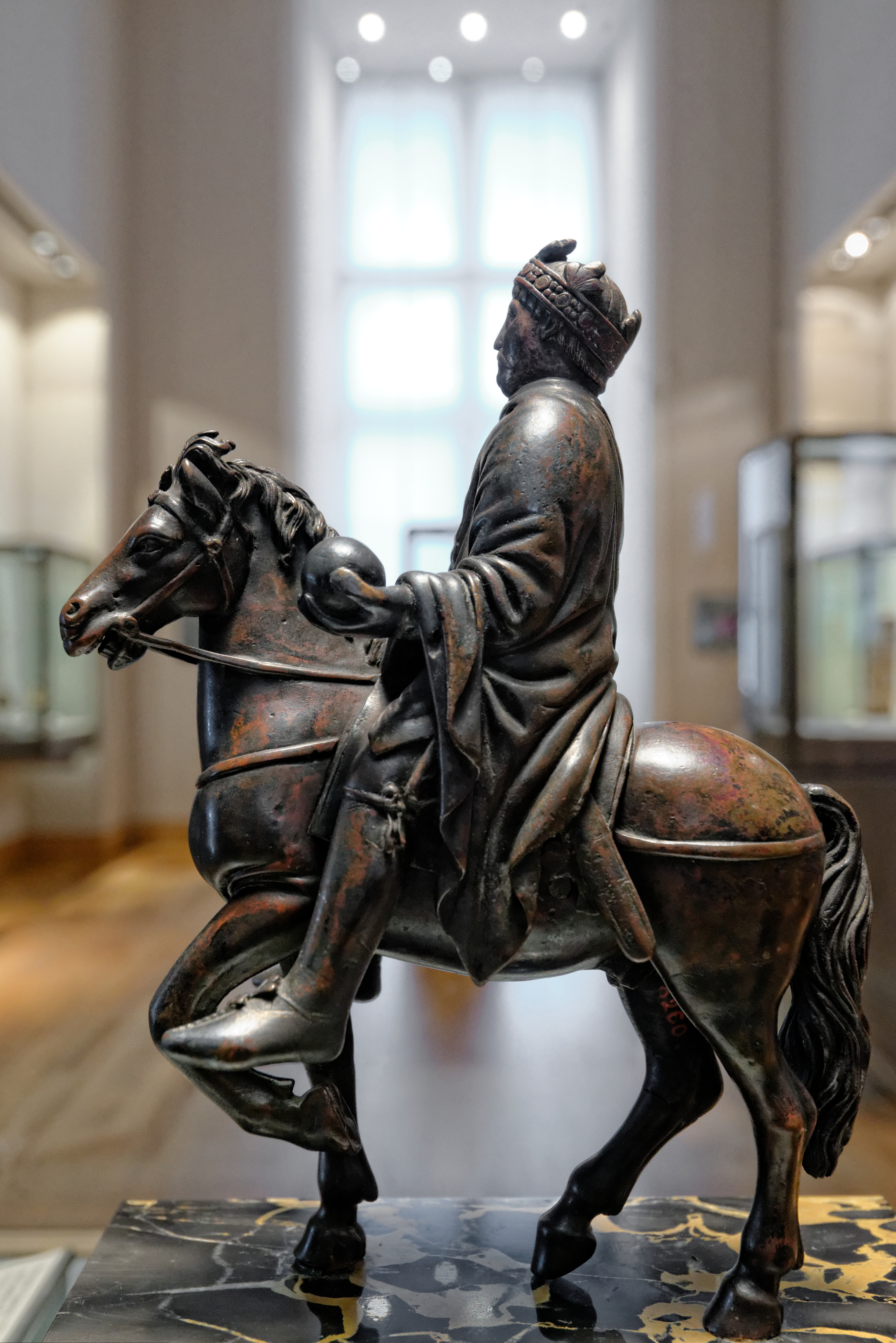
Charlemagne, jezdecká socha, Louvre (9. stol.)
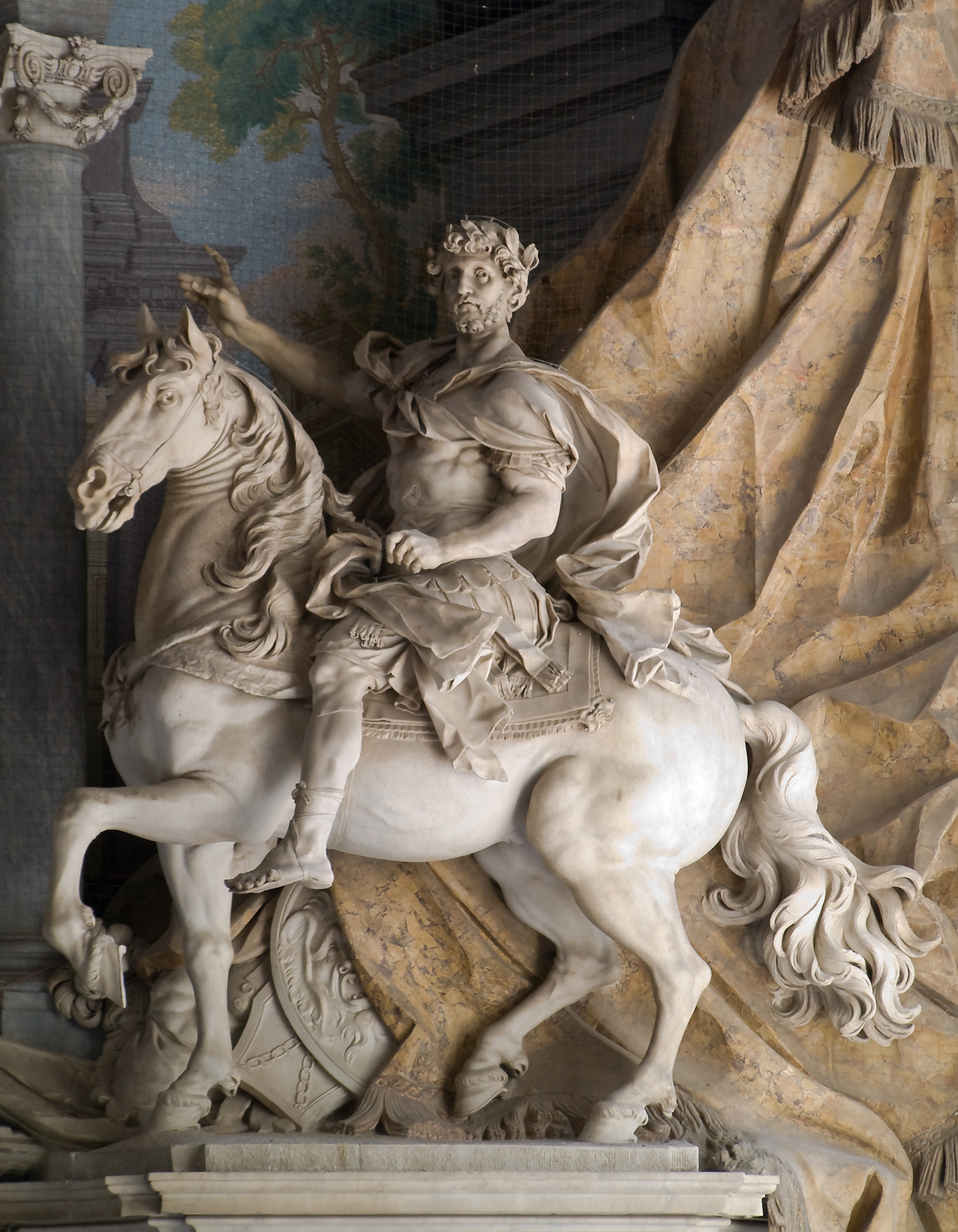
Agostino Cornacchini Vatikán (1725)
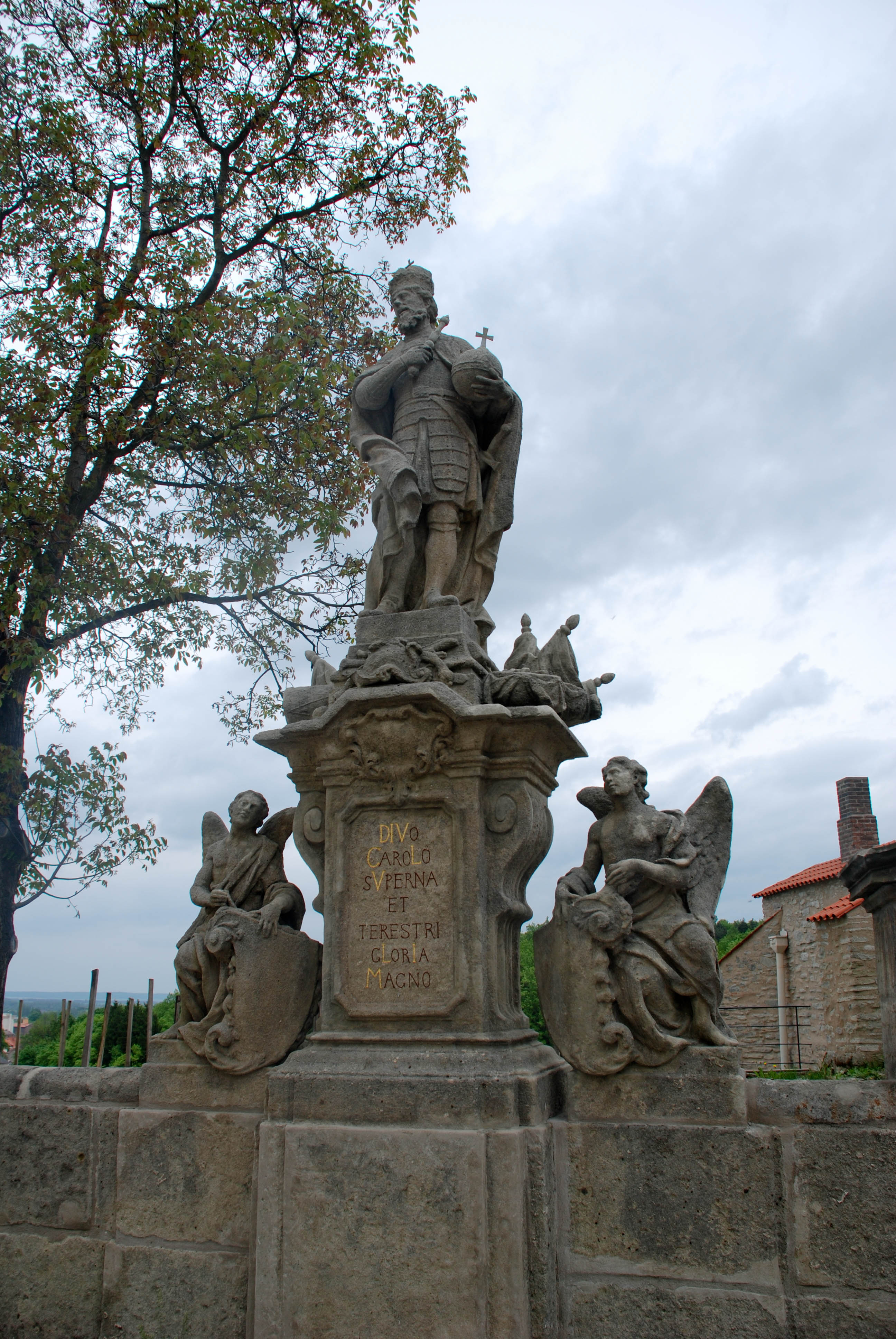
Carolus Magnus (Kutná Hora)
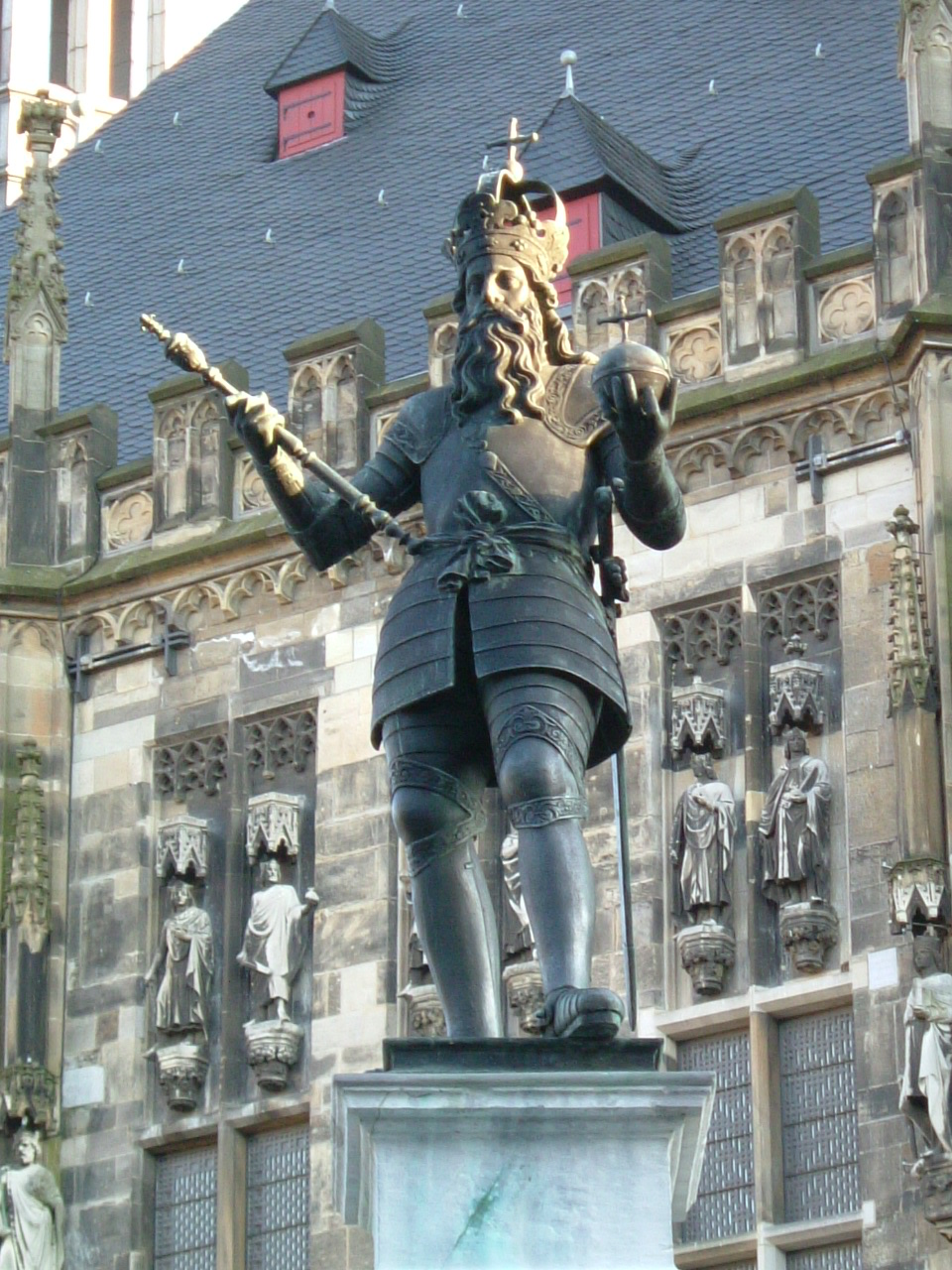
Karlsbrunnen, Cáchy
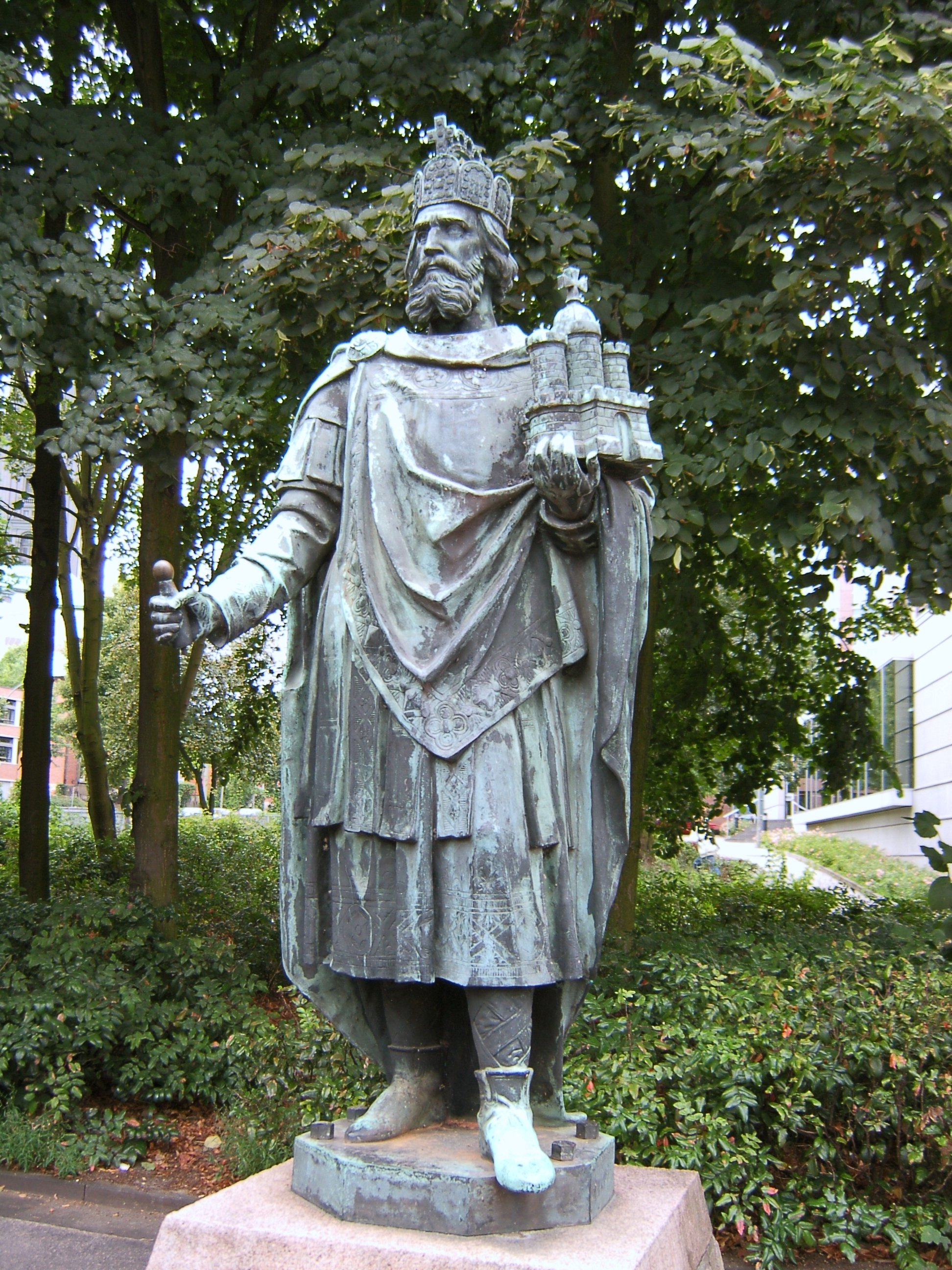
Hamburg, Engelbert Peiffer (1889)
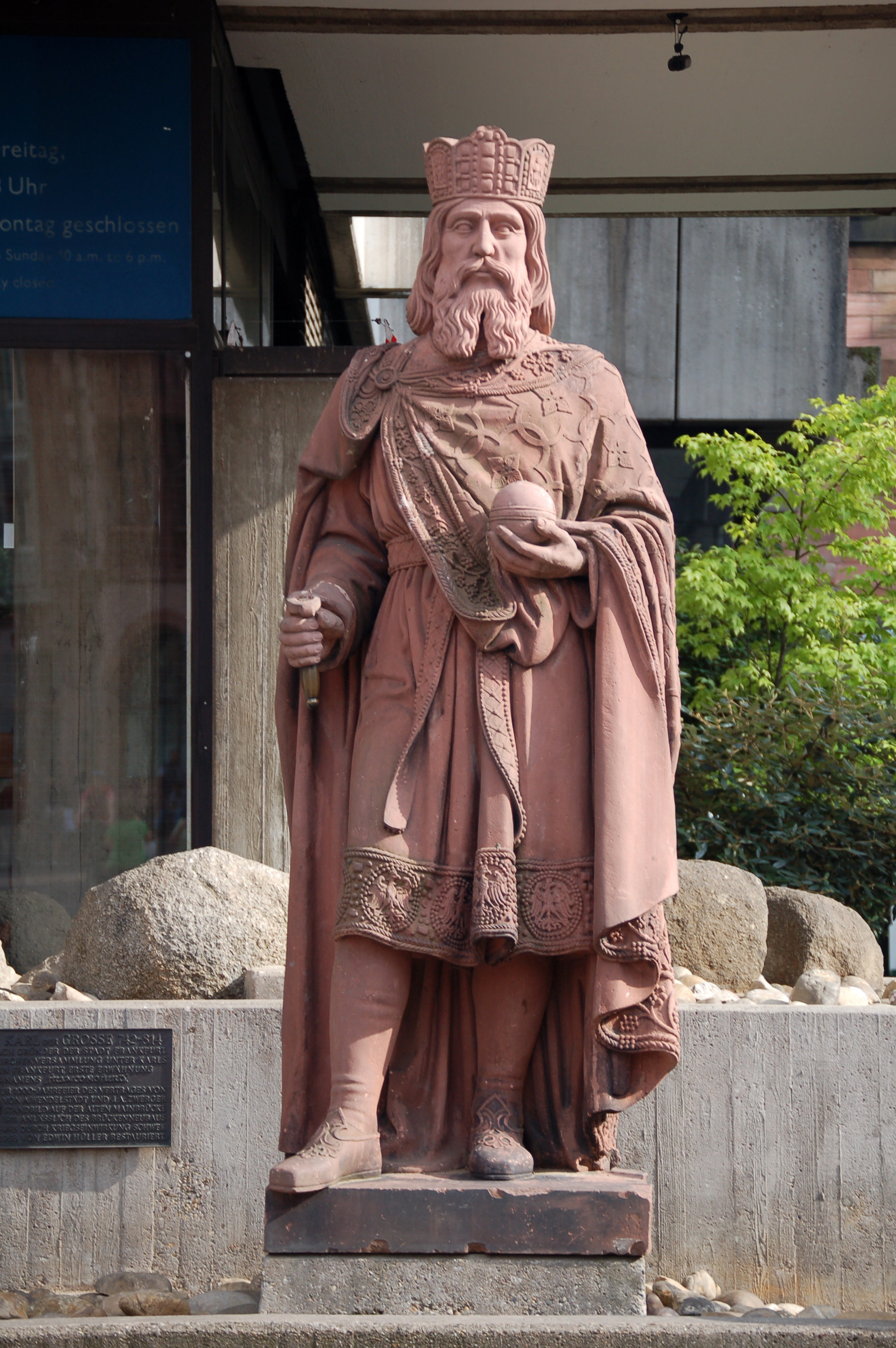
Frankfurt, Johann Nepomuk Zwerger (19. stol.)
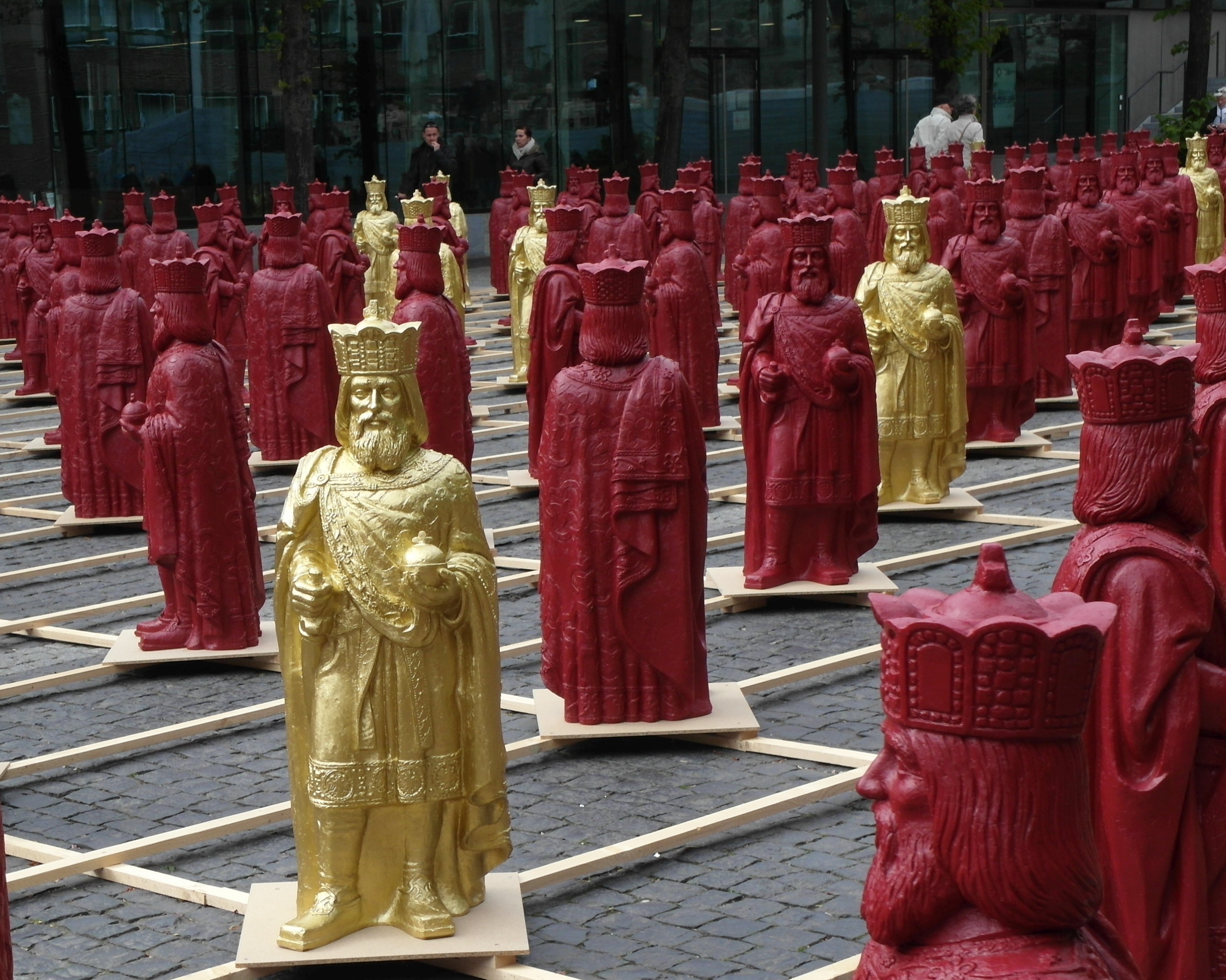
Otmar Hörl, instalace 2014, Cáchy